# Onthophagus convexicollis
Onthophagus convexicollis là một loài bọ cánh cứng trong họ Bọ hung (Scarabaeidae).